# Night of the Chainsaw
Night of the Chainsaw è un singolo dell'album The Mighty Death Pop! del gruppo Horrorcore Insane Clown Posse. Il 26 ottobre del 2012, è stato pubblicato anche un video musicale, ove il gruppo uccide alcuni Zombies con delle motoseghe.